# 塔伊尔·阿巴斯
塔伊尔·阿巴斯（維吾爾語：تاھىر ئابباس‎，拉丁维文：Tahir Abbas），“东突厥伊斯兰运动”组织骨干成员。2003年5月，从埃及回到新疆田地区墨玉县，与时任墨玉县公安局局长希尔扎提·巴吾东会面，商谈“民族独立”计划。2006年，塔伊尔·阿巴斯与墨玉县大清真寺原哈提普阿布拉江·巴克尔会面，阿布拉江是在希尔扎提的安排下，借着到麦加朝觐的机会与塔伊尔会面的。
1. ↑  . 网易新闻.   [2021-04-11]. （原始内容存档于2021-04-12）.